# 1635
- Wikisource

| Calendário gregoriano                                                        | 1635 MDCXXXV                         |
| Ab urbe condita                                                              | 2388                                 |
| Calendário arménio                                                           | 1084 – 1085                          |
| Calendário bahá'í                                                            | -209 – -208                          |
| Calendário budista                                                           | 2179                                 |
| Calendário chinês                                                            | 4331 – 4332 Início a 17 de fevereiro |
| Calendário copta                                                             | 1351 – 1352                          |
| Calendário etíope                                                            | 1627 – 1628                          |
| Calendários hindus - Vikram Samvat - Calendário nacional indiano - Cáli Iuga | 1690 – 1691 1556 – 1557 4735 – 4736  |
| Calendário Holoceno                                                          | 11635                                |
| Calendário islâmico                                                          | 1045 – 1046                          |
| Calendário judaico                                                           | 5395 – 5396                          |
| Calendário persa                                                             | 1013 – 1014                          |
| Calendário rúnico                                                            | 1885                                 |
| Calendário solar tailandês                                                   | 2178                                 |

1635 (MDCXXXV, na numeração romana) foi um ano comum do século XVII do Calendário Gregoriano, da Era de Cristo, e a sua letra dominical foi G (52 semanas), teve início numa segunda-feira e terminou também numa segunda-feira.
| Ano completo                         |
| ------------------------------------ |
| Ano comum com início à segunda-feira |

## Eventos
- Fundação das colónias de Guadeloupe e Martinica pela Compagnie des Îles de l'Amérique (França).
- Forças holandesas, comandadas pelo coronel polonês Crestofle d'Artischau Arciszewski, capturam o Arraial do Bom Jesus (Pernambuco), após um longo assédio.
- 1 de fevereiro – Fundação do Convento do Carmo em Braga.

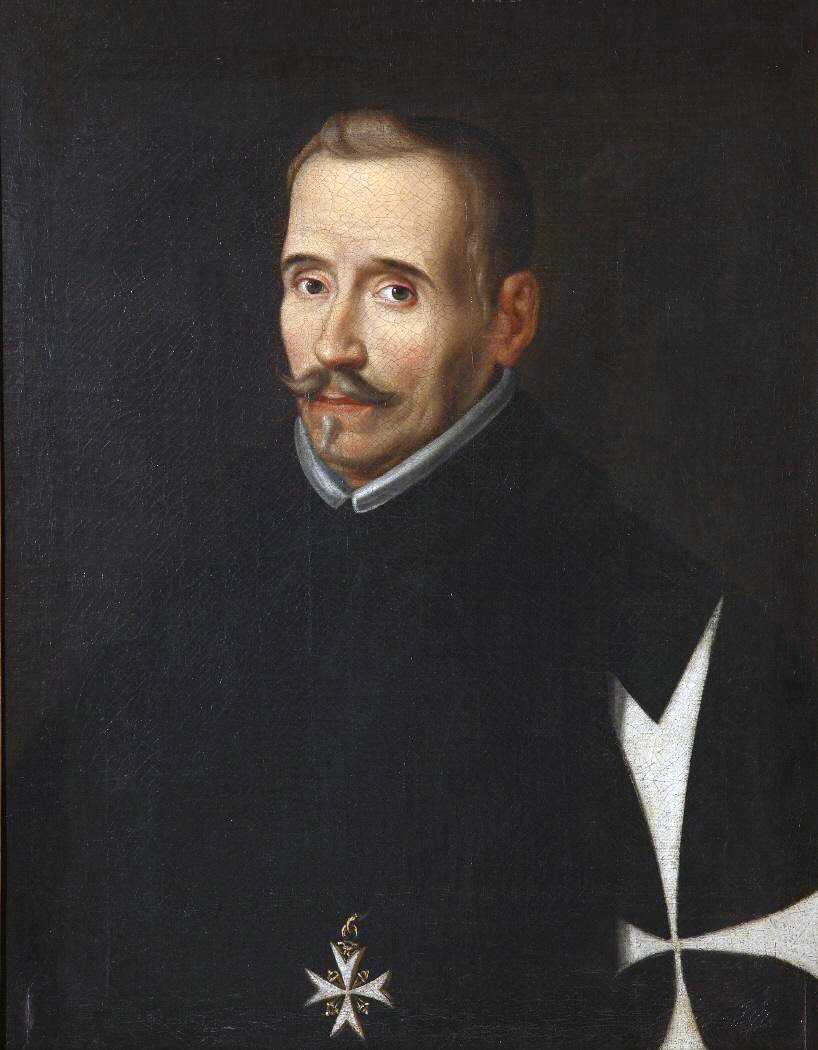
Félix Lope de Vega y Carpio.

### Em andamento
- Guerra dos Trinta Anos (1618–1648).

## Nascimentos
- 20 de Março – Isabel Amália, eleitora do Palatinado (m. 1709).
- 18 de Julho – Robert Hooke em Freshwater (m. 1703).
- Jerónimo Soares, bispo de Viseu (m. 1720).

## Mortes
- 27 de agosto – Félix Lope de Vega y Carpio, poeta e dramaturgo espanhol (1562-1635).
- Domingos Fernandes Calabar, senhor de engenho brasileiro tido como o maior traidor da história do Brasil (n. 1609)